# Jean Bart (1852)
Pour les articles homonymes, voir Jean Bart (navire).
Le Jean Bart est un navire de ligne de 90 canons de la classe Suffren de la Marine française, nommé en l'honneur de Jean Bart.

## Construction
Mis sur cale à Lorient le 26 janvier 1849, il est mis à flot le 14 septembre 1852. En 1856, il est équipé d'une machine à vapeur.

## Histoire
Le Jean Bart participe au siège de Sébastopol (1854-1855) et à la bataille de Kinburn (1855).
À partir de 1864, il est utilisé comme navire-école. Le 8 mars 1867, il est envoyé avec l'Achéron de Fort-de-France en Jamaïque pour tenter de relever la Gironde échouée, mais sans succès.
Il fut rebaptisé Donawerth en septembre 1868 et finalement démantelé sous le nom de Cyclope en 1886.